# Eternal Moonshine of the Simpson Mind
Eternal Moonshine of the Simpson Mind, llamado Eterna penumbra de una mente Simpson en Hispanoamérica y Eterno estupor de una mente Simpson en España, es un episodio perteneciente a la decimonovena temporada de la serie animada Los Simpson, estrenado originalmente el 16 de diciembre de 2007 por FOX.En Hispanoamérica fue estrenado el 20 de julio de 2008. El episodio promedió 10,15 millones de espectadores, quedando primero en su franja horaria y con un 12% de audiencia compartida. En el episodio, Homer se entera de que su familia ha desaparecido, por lo que trata de recordar lo sucedido la noche anterior, cuyos sucesos se habían esfumado de su mente.
El 14 de septiembre de 2008, este episodio ganó un premio Emmy en la categoría de "Mejor Programa Animado (de duración menor a una hora)".

## Sinopsis
Todo comienza cuando en invierno, una ardilla quiere agarrar su bellota pero en el momento en que la ardilla toma la bellota, Willie la golpea con una pala y él empieza a comer la bellota de la ardilla golpeada pero en un instante, es atacado por un grupo de ellas.
Por otro lado, Homer despierta sobre una pila de nieve y no logra recordar lo que había pasado el día anterior, comentando que debía haber bebido demasiado la noche anterior. Luego va a su casa, y descubre que su familia no estaba allí. Y en lo que observa por todo lados, se le ocurre preguntar a Ayudante de Santa sobre dónde está su familia pero sin esperarlo, el can lo ataca. Homer piensa que el perro lo ataca por haberse tomado los medicamentos del perro. Por lo que logra escapar de su casa, burlando al fiero perro.
Después de eso, se va a la taberna de Moe en donde pregunta a todos que fue lo que había hecho la noche anterior. Y en eso, Moe le informa que había ido allí la noche anterior para tratar de olvidar algo. Moe explica que le había dado a Homer una bebida para borrar la memoria de manera temporal, la cual borraba las últimas 24 horas de su memoria a la que llamó: El "Olvídame Ya". Homer se siente muy presionado y angustiado por saber qué fue lo que quiso olvidar a lo que el jefe Wiggum le dice a Homer que había habido un problema doméstico en su casa la noche anterior, el cual había sido reportado por Ned Flanders. Homer, en ese instante, recibe un flashback de la noche anterior, mostrando a Wiggum preguntándole a Marge sobre el ojo negro que ella tenía, a lo cual había respondido nerviosamente que se había chocado contra una puerta.
Homer, todavía confundido, vuelve a su casa pero primero, le pregunta a Flanders sobre lo sucedido en éste le responde que por ser cristiano, supuso lo peor. Homer llega a su casa y el ver una foto de Marge le causa otro flashback, en el cual la ve pidiéndole a él que se detenga, y un segundo después, al ojo de Marge completamente negro. Horrorizado, Homer va a ver a su padre para pedirle ayuda. El abuelo Simpson le cuenta sobre una nueva máquina del profesor Frink, la cual ayudaba a la gente a buscar cosas de su memoria. Con la ayuda de esta tecnología, Homer hace un viaje en su memoria pero se da cuenta de que no puede recordar y es ahí donde se le ocurre reclutar al Bart y a la Lisa de su mente para que éstos le ayuden a averiguar sobre lo sucedido, y con la ayuda de Bart y Lisa, Homer logra verse a sí mismo caminando hacia su casa y al entrar, ve a Marge y Duffman. Cuando Marge le dice a Homer que no quiere que averigüe nada sobre el tema, Homer asume que Marge lo había engañado con Duffman.
Homer, de regreso en el presente, se quita violentamente el casco del invento y empieza a enfadarse porque considera que su vida no tiene sentido. Por lo que en su desesperación, Homer quiere saltar de un puente como una especie de suicidio. Pero en eso, aparecen Patty y Selma Bouvier y éstas se burlan de Homer por lo que este empieza a pensar y nota que haría felices a sus cuñadas si él estuviese muerto por lo cual, Homer decide no lanzarse del puente pero aun así, Patty y Selma lo empujan. Mientras está cayendo, Homer empieza a ver su vida como un flash delante de sus ojos desde su niñez hasta su etapa de adulto, y al notar que tuvo una "buena vida", ve todo lo que había ocurrido la noche anterior.
Se revela que Marge estaba planeando una fiesta sorpresa para Homer, ya que iba a finalizar su servicio comunitario, y no quería que Homer averigüe nada sobre la fiesta. Al ver esto, Homer está tan emocionado que Duffman, quien había sido contratado por Marge para que anime la fiesta, le había llevado una botella de Champagne Duff. Feliz, Homer había tratado de abrir la botella, mientras Marge le había suplicado que se detuviera, ya que la quería guardar para la fiesta. El corcho había salido disparado de la botella y había golpeado el ojo de Marge. El flashback termina en ese momento y Homer reconoce que Marge nunca lo engañó pero se da cuenta de que era imposible que saliera vivo después de caer del puente y, en lugar de caer y morir, Homer aterriza en una colchoneta gigante, la cual resulta ser parte de su fiesta sorpresa, llevada a cabo en un barco.
Homer se alegra por la fiesta y le agradece a Marge por tal gesto. Durante la fiesta, Lenny y Carl lo felicitan porque el plan de Homer había salido bien. Pero Homer pregunta sobre ese plan que él habría planeado. A lo que al ver a Lenny y Carl, le causan un flashback, el cual muestra a Homer diciéndoles a sus amigos del bar que se sentía muy culpable por haber averiguado lo de su fiesta, para la cual Marge había trabajado tanto. Pero Moe le ofrece el "Olvídame Ya", Homer predice exactamente lo que iba a pasar, y les dice a Lenny y a Carl que se aseguren de instalar una superficie blanda (para aterrizar sobre ella) en la fiesta. Pero aun le quedaban ciertas dudas como el por qué Marge le había mentido al jefe Wiggum, y ella le dice que no quería que el policía fuese a la fiesta, porque sabía que llevaría a Sarah Wiggum, a quien Marge le desagradaba. Además que, Homer cree que Patty y Selma lo aventaron del puente para que llegue a la fiesta a tiempo sin pensar en que éstas ciertamente lo quería ver muerto. Y luego cuestiona el comportamiento del perro cuando llegó a su casa a lo que Bart le dice que Homer nunca lo alimenta ni lo saca a pasear y ese es el motivo por el que el perro lo atacó mientras que Homer se ríe del perro por cuanto actuó así.
Al final el episodio termina con una cena entre Homer y Marge y ésta le pregunta sobre el por qué no iba a tomar a lo que Homer le dice que "esa noche no quiere olvidar" dando un ambiente romántico que culmina con dos palabras que están en dos barcos pequeños que dicen THE END más un tercero que lleva una interrogante.